# I.K.U
IKU (pronunciado ai-kei-ju, abreviado como iku ? ) es una película independiente de 2001 dirigida por el cineasta experimental taiwanés - estadounidense Shu Lea Cheang . Se comercializó como "una función pornográfica japonesa de ciencia ficción ". La película se inspiró parcialmente en Blade Runner (1982). La premisa de IKU involucra a una corporación futurista que envía cyborgs que cambian de forma a Nuevo Tokio para recolectar "datos sobre orgasmos " mediante relaciones sexuales . El título es un juego de palabras con la palabra japonesa iku (行く?)  que, en jerga sexual, se utiliza para expresar un orgasmo. 
IKU se estrenó en el Festival de Cine de Sundance de 2000. Fue la primera película pornográfica proyectada en el festival. La recepción crítica fue pobre.

## Trama
La película está ambientada en o alrededor del año 2030. La multinacional Genom Corporation está desarrollando un producto llamado "Chip IKU", que se conecta a un dispositivo portátil que permite a los consumidores descargar y experimentar orgasmos desde el servidor IKU sin necesidad de contacto físico. La corporación envía a su cambiaformas cibernética Reiko, conocida como codificadora o replicante IKU, para recopilar información relacionada con el orgasmo que atiende a diversas orientaciones sexuales . Para recopilar los datos, Reiko se transforma en una apariencia que agrada a un individuo o pareja, involucra al objetivo en relaciones sexuales y transforma su mano derecha y antebrazo en un pene que se inserta en la vagina o el ano del receptor durante el clímax.
Reiko es dirigida en sus misiones por la empleada de Genom, Dizzy, conocida como IKU Runner. Tiene relaciones sexuales con varias personas, como un asalariado y una estríper, una pareja joven, un traficante de drogas y un estafador llamado Akira y un ex curador de museo convertido en vagabundo. Conoce y recibe ayuda en el camino de un codificador IKU retirado llamado Mash. Reiko es atraída a un club nocturno y seducida por Tokyo Rose, un agente de la rival Bio Link Corporation, quien la cierra con un virus informático y roba sus datos. Mash recupera a Reiko y le enseña cómo reiniciarse mediante la masturbación . Reiko logra obtener suficientes datos para completar su misión teniendo sexo con Akira the Hustler, un cliente de una tienda de sushi y Mash. Luego, Dizzy extrae los datos con un dispositivo de recuperación llamado Dildo Gun. Posteriormente, Reiko se retira y se cierra. Genom Corporation comienza a vender chips IKU en máquinas expendedoras de todo el mundo. Reiko se reinicia. La edición en DVD de la película tiene dos finales que se pueden seleccionar a través de un menú en pantalla. En el primer final, Mash lleva a Reiko a conocer a Dizzy. Los dos profesan su amor y se marchan. En el segundo, Mash lleva a Akira a encontrarse con Dizzy y proceden de manera similar. 

## Producción
El productor Takashi Asai, fundador de la productora cinematográfica independiente y clandestina Uplink, encargó al director y artista multimedia Shu Lea Cheang "hacer una película porno de ciencia ficción". Cheang comenzó a escribir el guion con la intención de abordar la censura japonesa . Los conflictos entre los dos comenzaron durante el proceso inicial de escritura del guion y duraron toda la producción. Takashi quería una película rosa japonesa tradicional, que integrara una historia y sexo suave, donde Cheang apuntaba a películas pornográficas estadounidenses que definieran el género en la línea de Behind the Green Door (1972), con sexo duro en todas partes. Los debates diarios abarcaron desde temas como los juegos previos y las posiciones sexuales hasta el puño y el tamaño del pene. La actriz porno Mai Hoshino fue contratada para el papel principal, Reiko, pero desapareció tres días antes de que comenzara el rodaje. De las actrices que audicionaron posteriormente, Cheang no pudo encontrar una que fuera capaz de actuar y estuviera dispuesta a realizar todos los actos sexuales descritos en el guion. En cambio, se seleccionaron siete actrices y se modificó el papel principal para incorporar el elemento de cambio de forma, permitiendo que las escenas polémicas y duras se repartieran entre las siete. Aun así, los actos más duros se renegociaron continuamente durante el rodaje. 
La película se rodó principalmente en un estudio y se rodaron algunas localizaciones por todo Tokio durante un período de tres semanas. El rodaje incluyó escenas en las autopistas metropolitanas donde Andrei Tarkovsky filmó la famosa escena de conducción en Solaris (1972).  Durante el rodaje, Cheang tuvo más conflictos con los miembros del equipo y la policía. El director de fotografía Tetsuya Kamoto, conocido por sus fotografías de vídeos musicales, se negó a incluirse en la acción en pantalla, al estilo hamedori . El editor Kazuhiro Shirao, también director de cine, afirmó que "si se convierte en una película porno real, dejo de trabajar en ella".  Un escuadrón antivicio de Tokio asaltó el set. La postproducción llevó más de seis meses, aunque la empresa de efectos visuales, VJ E-MALE, dedicó ocho meses a la película. IKU se completó en julio de 2000. 

## Elenco
- Ayumi Tokito como Reiko número uno
- Maria Yumeno como Reiko número dos
- Yumeka Sasaki como Reiko número tres
- Miho Ariga como Reiko número cuatro
- Myu Asou como Reiko número cinco
- Etuyo Tsuchida como Reiko número seis
- Tsousie como Reiko número siete
- Zachery Nataf como Dizzy
- Puré como puré
- Aja como Rosa de Tokio
- Akira el estafador como Akira

## Recepción
Según el director Shu Lea Cheang, aproximadamente el 40 por ciento de la audiencia abandonó la película durante el transcurso de la película, predominantemente durante las escenas de sexo. El éxodo no se repitió en proyecciones posteriores cuando Cheang "detalló [la película] y desafió al público a quedarse". En general, a los críticos no les gustó la película. 

Phil Freeman escribió: "Está claro que los realizadores sintieron que la adición de un brillo de alta tecnología de alguna manera haría que su pequeña película (sólo dura 74 minutos) supere el pantano del porno convencional. Sin embargo, se equivocaron. El porno es porno, y en este caso, el esfuerzo adicional invertido sólo sirve para hacer que el producto final sea vagamente vergonzoso. Es como si los productores estuvieran avergonzados de lo que estaban haciendo y pensaran que podían disfrazarlo cubriéndolo con adornos de ciencia ficción". 

## Realización
IKU se estrenó en el Festival de Cine de Sundance en el programa Midnight el 29 de enero de 2000.  Fue la primera película pornográfica del festival seleccionada para competir. La película fue lanzada como DVD en Japón en junio de 2006 por Up Link (アップリンク?)   y en los Estados Unidos por Music Video Distributors con el título IKU (This Is Not Love This Is Sex).